# Bernardino Suárez de Mendoza
Bernardino Suárez de Mendoza y de la Cerda (m. 1592), VI conde de Coruña, VI vizconde de Torija y caballero de la Orden de Santiago, fue un noble español.

## Biografía
Era hijo de Catalina de la Cerda y Silva y de su esposo Lorenzo Suárez de Mendoza y Jiménez, V conde de Coruña y V vizconde de Torija, que fue también asistente de Sevilla entre 1550 y 1553. Desempeñó el cargo de asistente de Sevilla entre los años de 1580 y 1582. Durante su periodo de mando se descubrió un complot de los moriscos que pretendían apoderarse de la ciudad y fue nombrado Rodrigo de Castro Osorio como arzobispo de Sevilla en 1581. 

## Matrimonio y descendencia
Se casó en 1576 con Mariana de Bazán y Zúñiga, hija de Álvaro de Bazán y Guzmán, I marqués de Santa Cruz, y de su primera esposa Juana de Zúñiga y Avellaneda. En su codicilio otorgado el 3 de julio de 1592, nombra a su esposa, Mariana de Bazán tutora y curadora de sus hijos, que fueron:
- Lorenzo Suárez de Mendoza y Bazán (m. 1619), VII conde de Coruña y VII vizconde de Torija, que falleció soltero y sin descendencia[7]
- Bernardino Suárez de Mendoza y Bazán
- Sebastián Suárez de Mendoza y Bazán (1596-1646), que sucedió a su hermano y fue el VIII conde de Coruña y VIII vizconde de Torija,[7] casado en 1576 con Luisa Carrillo de Toledo, sin descendencia[7]
- Juana Suárez de Mendoza Zúñiga y Bazán (m. 1652), sucedió a su hermano Sebastián y fue IX condesa de Coruña y IX vizcondesa de Torija,[7] casada con Pedro de Zúñiga y de la Cueva, I marqués de Flores Dávila,[7] sin descendencia
- María Polonia Suárez de Mendoza, segunda esposa de segunda esposa de su primo Juan de Torres de Portugal y Suárez de Mendoza, II conde de Villardompardo, etc, con sucesión[7]
- Catalina Suárez de Mendoza o de la Cerda y Mendoza, esposa de Martín Valerio Franqueza y Román, II conde de Villafranqueza
- Mariana Suárez de Mendoza